# برزق
برزق یکی از روستاهای استان آذربایجان شرقی است که در دهستان گرمه شمالی بخش کندوان شهرستان میانه واقع شده‌است.
این روستا در دامنه کوهای بزگوش (تلفظ : بوز گوش ) به معنایی گنجشک سفید واقع شده و داری اب و هوای سرد و کوهستانی می باشد.
فعالیت اکثر مردم دامداری ، زراعت و باغداری است ، و محصول بدست امده حاصل از باغداری به سرد خانه های شهر های اطراف برای ارائه در شب عید ارسال میگردد و محصولات حال از زراعت و دامداری برای استفاده شخصی اهالی روستا صرف می شود.
از اهالی و طلافیه های پرجمعیت و اصیل میتوان به طایفه نوری ، خدایی ، اسمائیلی اشاره کرد .